# NASA Docking System

NASA Docking System (variante androgina attiva in alto, variante permanentemente passiva in basso). I fermi meccanici (visibili sui petali guida) dell'anello attivo si agganciano sulla sezione passiva per assicurare il contatto e l'ancoraggio.

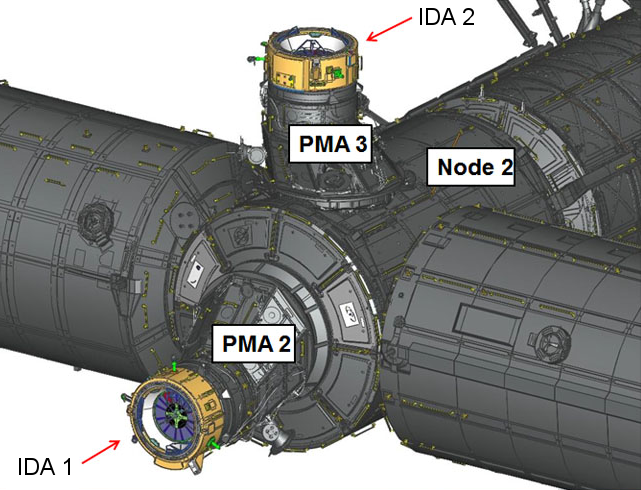
Gli adattatori di accoppiamento IDA-1 e IDA-2 collegati ai rispettivi adattatori pressurizzati PMA-2 e PMA-3 sul Nodo 2 del modulo Harmony.

Il NASA Docking System (NDS) è un meccanismo di ormeggio e aggancio dei veicoli spaziali utilizzato nella Stazione spaziale internazionale (ISS), nella navicella spaziale Orion e nel Boeing Starliner-1.
L'NDS rappresenta l'implementazione da parte della NASA dell'International Docking System Standard (IDSS), promulgato dal Consiglio di coordinamento multilaterale della Stazione Spaziale Internazionale (MCB) per creare uno standard internazionale di attracco per veicoli spaziali. Il Sistema internazionale di Attracco a Basso Impatto (iLIDS) è il precursore dell'NDS. L'NDS Block 1, è stato progettato e costruito dalla Boeing a Houston in Texas, per soddisfare gli standard IDSS. I test di qualificazione del progetto si sono svolti fino al gennaio 2017.
La NASA ha sviluppato l'International Docking Adapter (IDA) (Adattatore Internazionale di Aggancio) per convertire il vecchio sistema di aggancio APAS-95 utilizzato sui Pressurized Mating Adapter (PMA), (Adattatore di Accoppiamento Pressurizzato) della ISS al sistema di aggancio della NASA. Il primo IDA, l'IDA-1 era originariamente programmato per essere attaccato al PMA-2, situato sul portello anteriore del Nodo 2 del modulo Harmony, e l'IDA-2 doveva essere collegato al PMA-3, sul portello Zenith del modulo Harmony. Dopo che l'IDA-1 andò distrutto durante il decollo della missione SpaceX CRS-7, l'IDA-2 fu riprogrammato per essere collegato al PMA-2. È stato consegnato con successo sulla missione CRS-9 di SpaceX nel luglio 2016, e poi installato su PMA-2 nell'agosto dello stesso anno durante una passeggiata nello spazio come parte della Expedition 48. La costruzione dell'IDA-3 iniziò dopo che l'IDA-1 fu distrutto, e fu realizzata principalmente con pezzi di ricambio per accelerarne la costruzione. L'IDA-3 fu consegnato alla ISS con la missione SpaceX CRS-18 il 25 luglio 2019 ed è stato installato un mese dopo, il 21 agosto, dagli astronauti della NASA Nick Hague e Andrew Morgan come parte della Expedition 60. Ognuno dei due PMA è attualmente collegato in modo permanente a un IDA,  per cui la primitiva funzione dei PMA non è più disponibile. Dal 2019 le navicelle spaziali si agganciano alle porte NDS sugli IDA.

## Progetto
L'NDS è il primo sistema a utilizzare la tecnologia a basso impatto e il primo sistema che consente sia l'attracco che l'ormeggio. Supporta attracchi sia autonomi che pilotati e dispone di dispositivi pirotecnici per lo sgancio di emergenza. Una volta accoppiata, l'interfaccia NDS può trasferire alimentazione elettrica, dati, comandi, aria, comunicazioni e in future implementazioni sarà in grado di trasferire anche acqua, carburante, sistemi di ossidazione e pressurizzazione. Il passaggio per i membri dell'equipaggio e per i materiali ha un diametro di 800 mm.
Nella forma e nella funzione NDS assomiglia al meccanismo Shuttle/Soyuz APAS-95 già in uso per i portelli di attracco e i PMA sulla ISS. Non c'è compatibilità con il più grande Common Berthing Mechanism (CBM), (Meccanismo di Ormeggio Comune) utilizzato sul segmento statunitense della ISS, sul veicolo di trasferimento giapponese H-II, sulla SpaceX Dragon e sulla navicella spaziale Cygnus di Orbital Sciences. NDS è invece compatibile con l'IDSS della SpaceX Dragon 2, sia nella versione con membri di equipaggio che nella versione cargo.

## Storia

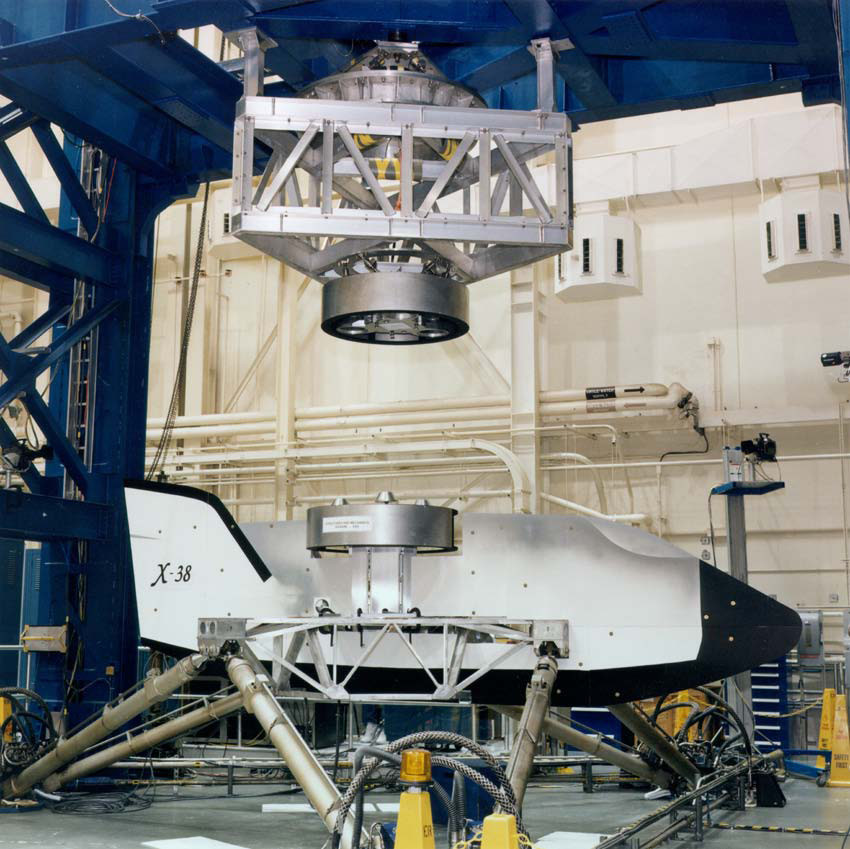
Test del Docking System a basso impatto X-38.

Nel 1996, il Johnson Space Center (JSC) iniziò lo sviluppo dell'Advanced Docking Berthing System, che in seguito venne chiamato X-38 Low-Impact Docking System. Dopo che l'X-38 fu cancellato nel 2002, lo sviluppo del Docking System continuò, ma il suo futuro non era certo. Nel 2004, il presidente George W. Bush annunciò la sua Vision for Space Exploration e nel 2005 la NASA in risposta propose lo Studio sull'architettura dei sistemi di esplorazione, raccomandando l'uso del Low Impact Docking System (LIDS) per il Crew Exploration Vehicle (che in seguito fu chiamato Orion) e tutti gli elementi applicabili di esplorazione futura.
Il telescopio spaziale Hubble ricevette il Meccanismo di Cattura Morbida (SCM) con la missione STS-125. L'SCM è pensato per l'aggancio non pressurizzato, ma utilizza l'interfaccia LIDS per riservare la possibilità di far attraccare una navetta Orion. L'anello di aggancio fu montato sulla paratia di poppa dell'Hubble. Può essere anche utilizzato per la deorbitazione sicura di Hubble alla fine della sua vita utile.

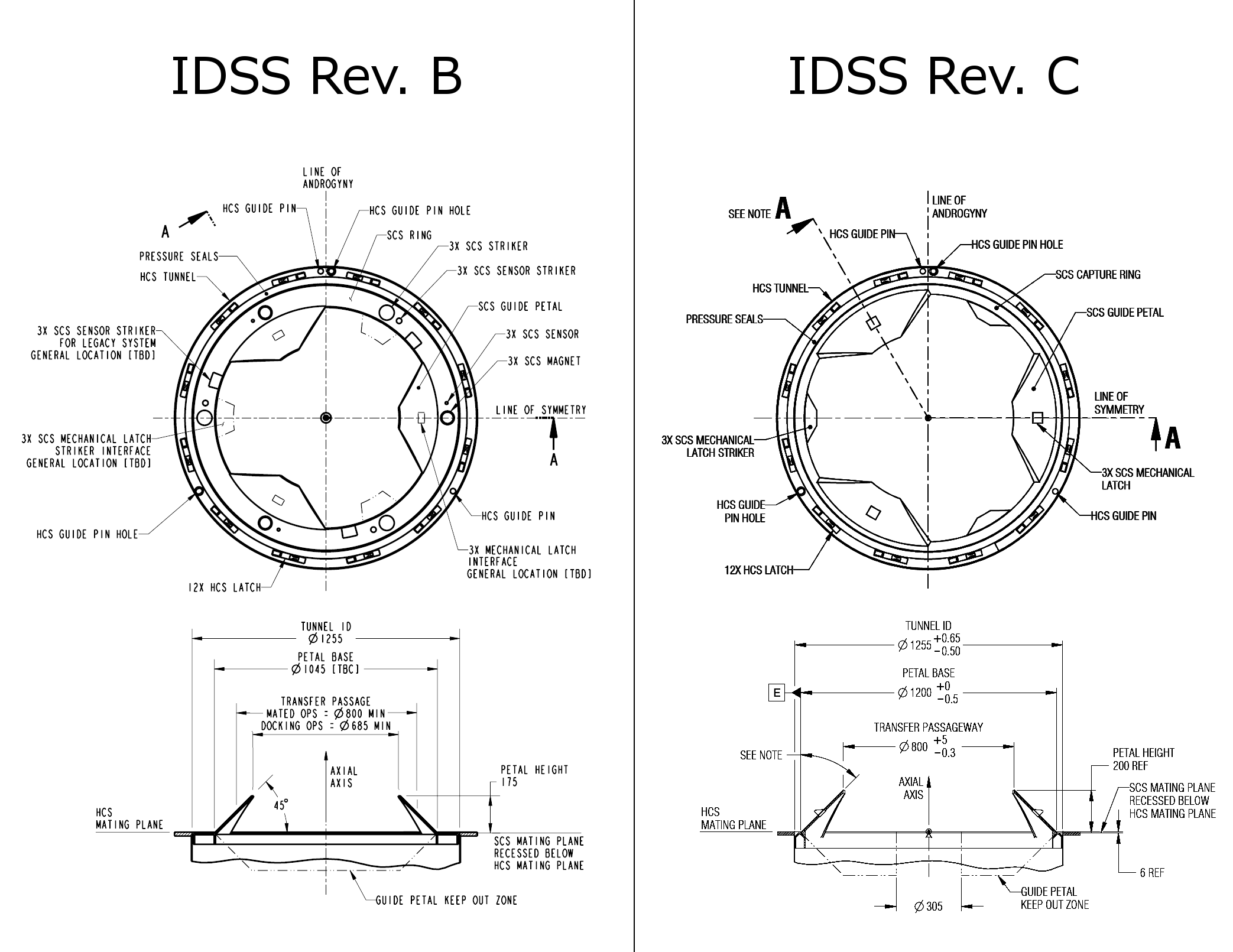
Immagine che mostra le modifiche al design dalla revisione IDSS B alla C

Nel febbraio 2010, il programma LIDS è stato modificato per essere conforme all'IDSS è divenuto noto come International Low Impact Docking System (iLIDS) o semplicemente NASA Docking System (NDS). Nel maggio 2011, fu completata la revisione critica del progetto NDS e ci si attendeva l'approvazione finale entro la fine del 2013.
Nell'aprile 2012, la NASA finanziò uno studio per determinare se un sistema di aggancio meno complesso potesse essere utilizzato come sistema di aggancio della NASA che soddisfacesse il desiderio della comunità internazionale di una larghezza più stretta dell'anello del Meccanismo di Cattura Morbida (SCM), oltre a fornire alla ISS un ancoraggio attivo più semplice rispetto al progetto allora pianificato. La Boeing propose il Soft Impact Mating and Attenuation Concept (SIMAC) Concetto di attenuazione e accoppiamento a impatto morbido, un progetto originariamente concepito nel 2003 per il programma Orbital Space Plane (OSP).
Nel novembre 2012 trapelò una notizia interna della NASA la quale affermava che il SIMAC era stato scelto per sostituire il progetto precedente e che la maggior parte del lavoro sul sistema di aggancio della NASA sarebbe stato spostato dal JSC della NASA alla Boeing. Nell'agosto 2014, Boeing annunciò che la revisione critica del progetto per l'NDS riprogettato era stata completata. A seguito di questa modifica l'IDSS fu modificato (alla versione D), cosicché il nuovo design del NASA Docking System era ancora compatibile con lo standard.
Nel febbraio 2015, l'IDA-1 era stato trasportato al Kennedy Space Center mentre IDA-2 si trovava ancora allo stabilimento di Houston di Boeing. I sistemi e gli obiettivi dell'IDA-1 erano stati testati per un mese presso lo Space Station Processing Facility prima di essere dichiarati idonei al lancio. L'IDA-1 andò distrutto con la missione SpaceX CRS-7 il 28 giugno 2015, quando il razzo Falcon 9 esplose durante la salita.
L'IDA-2 è stato lanciato con la missione SpaceX CRS-9 il 18 luglio 2016. Venne agganciato permanentemente al PMA-2 durante una EVA il 19 agosto 2016. È stato usato per la prima volta quando la navicella Crew Dragon della SpaceX durante la sua missione di prova Demo 1 attraccò in modo automatico a questo portellone il 2 marzo 2019.
L'IDA-3 fu costruito principalmente con pezzi di ricambio per assemblarlo in tempi rapidi. Il 25 luglio 2019 venne lanciato nella missione SpaceX CRS-18. Venne agganciato permanentemente al PMA-3 durante una EVA nell'agosto 2019. È stato usato per la prima volta il 7 dicembre 2020 quando la navicella Cargo Dragon della SpaceX durante la missione SpaceX CRS-21 attraccò in modo automatico.